# Агуя
Агуя (Geranoaetus melanoleucus) — вид птахів родини яструбових. Етимологія: грец. μέλαν — «чорний», грец. λευκός — «білий».

## Вигляд
Це дуже великий, довгокрилий яструб, з чорними грудьми, білим животом (дорослі), або, в основному чорнуваті, червонувато-плямисті, з рудими грудьми (незрілі особини). Хвіст чорний, дзьоб чорний, ноги жовті; у неповнолітніх сірий або коричневий. Загальна довжина: 620—690 мм. Статі однакові, за винятком розміру.

## Поширення
Країни поширення: Аргентина; Болівія; Бразилія; Чилі; Колумбія, Еквадор, Парагвай, Перу, Уругвай, Венесуела. Живе у субтропічних і помірних зонах, в основному, на відкритій території.

## Живлення
Це хижий птах, що живиться різними видами гризунів і птахів (тинаму), іншими дрібними тваринами, такими як заєць сірий. Насправді, зайці займають помітну роль в раціоні птахів, таким чином вони регулюють популяції цих тварин.

## Відтворення
Птахи будують великі грубі гнізда з гілок на скелях або деревах. Якщо немає ніяких відповідних дерев, гнізда можуть бути побудовані на кущах або прямо на землі. Існує тенденція будувати нові гнізда при наступних кладках. Зазвичай у гнізді від 1 до 3 яєць. В Еквадорі, може висиджувати яйця цілий рік, але в інших країнах гніздування має сезонний характер.